# Cercavins
Cercavins és un grup musical lleidatà de folk-rock en català creat el 1996. Podeu trobar tota la seva música en aquesta pàgina.

## Discografia[1]
- "Cercavins" (1997) (autoedició de maqueta)
- "La Cova del Creco" (DK-90,2001) CD.
- Cercavins (Salseta Discos, 2004) EP.
- "El món sona" (DiscMedi, 2005) CD.
- "No sé si dir-te el que tinc al cap" (2008) CD amb Txavi Abego i Marc Parrot.[2][3]

## Components
- Merce Brescó: Veu
- Meritxell Freixes: Violí
- Dani Mardonés: Baix elèctric
- Hèctor Beberide: Bouzouki, Acordio acràtic
- Bep Muñoz: Flauta travessera, Tarota
- Jaume Medico: Whistles
- David Mardonés: Guitarra elèctrica
- Gerard Sala: Bateria